# C. Northcote Parkinson
Cyril Northcote Parkinson född 30 juli 1909, död 9 mars 1993, var en brittisk historiker och författare till omkring 60 böcker.

## Biografi
Parkinson har skrivit en serie ironiska studier över det moderna samhället. Enligt Parkinsons "första lag" tillväxer byråkratiska institutioner med kvadraten på antalet anställda inom en viss tidrymd. Varje ämbetsman måste nämligen utöka sin stab för att stärka sin egen prestige. 
De flesta av hans böcker är historisk fiktion förlagd till Napoleontiden och från haven. Han är dock mest känd för sina satiriska verk om byråkratin, främst Parkinsons lag, på engelska Parkinson's Law and other Studies in Administration.